# Riojasauridae
Riojasauridae är en familj av sauropod-liknande dinosaurier från yngre trias. Den är främst känd från släktena Riojasaurus och Eucnemesaurus. Platser som innehåller Riojasauridae inkluderar "Lower Elliot Formation of Orange Free State" , Sydafrika (där fossilerna av Eucnemesaurus har hittats) och "Ischigualasto" , i La Rioja-provinsen , Argentina (där fossilerna i Riojasaurus har kunnat grävas fram).